# NBA All-Star Game 2018
Le NBA All-Star Game 2018 est la 67e édition du NBA All-Star Game.
Il se déroule le 18 février 2018 au Staples Center à Los Angeles, siège des Clippers et des Lakers.
Le 3 octobre 2017, la NBA annonce un nouveau format, désormais deux capitaines de chaque conférence choisiront eux-mêmes les joueurs de leur équipe parmi les titulaires et les remplaçants.

## All-Star Game

### Joueurs
LeBron James et Stephen Curry sont désignés capitaines et choisiront un par un leur équipe parmi les titulaires et les remplaçants.
| Pos.                                           | Joueur            | Équipe                          | Participation | Nombre de votes |
| Titulaires                                     | Titulaires        | Titulaires                      | Titulaires    | Titulaires      |
| ---------------------------------------------- | ----------------- | ------------------------------- | ------------- | --------------- |
| G                                              | Kyrie Irving      | Celtics de Boston               | 5e            |                 |
| G                                              | Russell Westbrook | Thunder d'Oklahoma City         | 7e            |                 |
| F                                              | LeBron James      | Cavaliers de Cleveland          | 14e           |                 |
| F                                              | Kevin Durant      | Warriors de Golden State        | 9e            |                 |
| F/C                                            | Anthony Davis     | Pelicans de La Nouvelle-Orléans | 5e            |                 |
| Remplaçants                                    |                   |                                 |               |                 |
| G                                              | Kemba Walker ⁴    | Hornets de Charlotte            | 2e            | —               |
| G                                              | Goran Dragić ³    | Heat de Miami                   | 1re           | —               |
| G                                              | Bradley Beal      | Wizards de Washington           | 1re           | —               |
| G                                              | Victor Oladipo    | Pacers de l'Indiana             | 1re           | —               |
| F                                              | Paul George ¹     | Thunder d'Oklahoma City         | 5e            | —               |
| F                                              | LaMarcus Aldridge | Spurs de San Antonio            | 6e            | —               |
| C                                              | Andre Drummond ²  | Pistons de Détroit              | 2e            | —               |
| Entraîneur : Dwayne Casey (Raptors de Toronto) |                   |                                 |               |                 |

| Pos.                                            | Joueur                | Équipe                    | Participation | Nombre de votes |
| Titulaires                                      | Titulaires            | Titulaires                | Titulaires    | Titulaires      |
| ----------------------------------------------- | --------------------- | ------------------------- | ------------- | --------------- |
| G                                               | Stephen Curry         | Warriors de Golden State  | 5e            |                 |
| G                                               | James Harden          | Rockets de Houston        | 6e            |                 |
| G                                               | DeMar DeRozan         | Raptors de Toronto        | 4e            |                 |
| F                                               | Giánnis Antetokoúnmpo | Bucks de Milwaukee        | 2e            |                 |
| C                                               | Joel Embiid           | 76ers de Philadelphie     | 1re           |                 |
| Remplaçants                                     |                       |                           |               |                 |
| G                                               | Damian Lillard        | Trail Blazers de Portland | 3e            | —               |
| G                                               | Kyle Lowry            | Raptors de Toronto        | 4e            | —               |
| G                                               | Jimmy Butler          | Timberwolves du Minnesota | 4e            | —               |
| G                                               | Klay Thompson         | Warriors de Golden State  | 4e            | —               |
| F                                               | Draymond Green        | Warriors de Golden State  | 3e            | —               |
| C                                               | Al Horford            | Celtics de Boston         | 5e            | —               |
| C                                               | Karl-Anthony Towns    | Timberwolves du Minnesota | 1re           | —               |
| Entraîneur : Mike d'Antoni (Rockets de Houston) |                       |                           |               |                 |

### Team LeBron vs. Team Stephen
| 18 février 2018 EDT | Rapport | Team LeBron 148, Team Stephen 145                  | Team LeBron 148, Team Stephen 145 | Team LeBron 148, Team Stephen 145                       |  | Staples Center, Los Angeles Affluence : 17 801 | TNT |
| 18 février 2018 EDT | Rapport | Score par quart-temps : 31-42, 45-36, 33-34, 39-33 |                                   |                                                         |  | Staples Center, Los Angeles Affluence : 17 801 | TNT |
| 18 février 2018 EDT | Rapport | Score par mi-temps : 76-78, 72-67                  |                                   |                                                         |  | Staples Center, Los Angeles Affluence : 17 801 | TNT |
| 18 février 2018 EDT | Rapport | LeBron James 29 LeBron James 10 Kyrie Irving 9     | Points Rebonds Passes d.          | Lillard, DeRozan 21 Karl-Anthony Towns 10 Kyle Lowry 11 |  | Staples Center, Los Angeles Affluence : 17 801 | TNT |

MVP : LeBron James

## Le All-star week-end

### Celebrity Game
| Joueur                                         | Métier                              |
| ---------------------------------------------- | ----------------------------------- |
| Justin Bieber                                  | Chanteur/Auteur/Compositeur         |
| Sterling Brim                                  | Acteur/Personnalité TV              |
| Nick Cannon                                    | Acteur/Personnalité TV/Rapeur       |
| Terence Crawford                               | Boxeur                              |
| Rachel DeMita                                  | Personnalité NBA2K TV               |
| Jerry Ferrara                                  | Acteur                              |
| Marc Lasry                                     | Propriétaire des Bucks de Milwaukee |
| Tracy McGrady                                  | Légende NBA                         |
| Caleb McLaughlin                               | Acteur                              |
| Candace Parker                                 | Joueuse WNBA                        |
| Nate Robinson                                  | Ancien joueur NBA                   |
| Drew Scott                                     | Acteur                              |
| Kris Wu                                        | Acteur/Chanteur canado-chinois      |
| Entraîneur : Rachel Nichols (Journaliste ESPN) |                                     |
| Assistant : Tracy McGrady (Légende NBA)        |                                     |
| Assistant : Michael B. Jordan (Acteur)         |                                     |

| Joueur                                      | Métier                   |
| ------------------------------------------- | ------------------------ |
| Anthony Anderson                            | Acteur                   |
| Brandon Armstrong                           | Star des réseaux sociaux |
| Miles Brown                                 | Acteur                   |
| Win Butler                                  | Musicien                 |
| Common                                      | Rappeur/Acteur           |
| Andre De Grasse                             | Athlète olympique        |
| Stefanie Dolson                             | Joueuse WNBA             |
| Jamie Foxx                                  | Acteur/Chanteur          |
| Paul Pierce                                 | Légende NBA              |
| Dascha Polanco                              | Actrice                  |
| Quavo                                       | Rappeur                  |
| Bubba Watson                                | Golfeur                  |
| Jason Williams                              | Légende NBA              |
| Entraîneur : Katie Nolan (Journaliste ESPN) |                          |
| Assistant : Paul Pierce (Légende NBA)       |                          |
| Assistant : Common (Rappeur/Acteur)         |                          |

| 16 février 2018 19h00 EDT |                                                    | Team Lakers 66, Team Clippers 75 | Team Lakers 66, Team Clippers 75 | Team Lakers 66, Team Clippers 75 |  | Los Angeles Convention Center, Los Angeles, Californie | ESPN |
| 16 février 2018 19h00 EDT | Score par quart-temps : 13-19, 17-18, 19-17, 17-21 |                                  |                                  |                                  |  | Los Angeles Convention Center, Los Angeles, Californie | ESPN |

MVP : Quavo

### BBVA Compass Rising Stars Challenge
| Poste        | Joueur           | Nat | Équipe                | Rookie / Sophomore |
| ------------ | ---------------- | --- | --------------------- | ------------------ |
| G            | De'Aaron Fox ²   |     | Kings de Sacramento   | Rookie             |
| G            | Kris Dunn        |     | Bulls de Chicago      | Sophomore          |
| G            | Dennis Smith Jr. |     | Mavericks de Dallas   | Rookie             |
| G            | Donovan Mitchell |     | Jazz de l'Utah        | Rookie             |
| G/F          | Brandon Ingram   |     | Lakers de Los Angeles | Sophomore          |
| G/F          | Jaylen Brown     |     | Celtics de Boston     | Sophomore          |
| F            | Taurean Prince ¹ |     | Hawks d'Atlanta       | Sophomore          |
| F            | Jayson Tatum     |     | Celtics de Boston     | Rookie             |
| F            | Kyle Kuzma       |     | Lakers de Los Angeles | Rookie             |
| F/C          | John Collins     |     | Hawks d'Atlanta       | Rookie             |
| Entraîneur : |                  |     |                       |                    |

| Poste        | Joueur            | Nat | Équipe                | Rookie / Sophomore |
| ------------ | ----------------- | --- | --------------------- | ------------------ |
| G            | Frank Ntilikina   |     | Knicks de New York    | Rookie             |
| G            | Jamal Murray      |     | Nuggets de Denver     | Sophomore          |
| G            | Buddy Hield       |     | Kings de Sacramento   | Sophomore          |
| G            | Bogdan Bogdanović |     | Kings de Sacramento   | Rookie             |
| G/F          | Ben Simmons       |     | 76ers de Philadelphie | Rookie             |
| G/F          | Dillon Brooks     |     | Grizzlies de Memphis  | Rookie             |
| F            | Dario Šarić       |     | 76ers de Philadelphie | Sophomore          |
| F            | Lauri Markkanen   |     | Bulls de Chicago      | Rookie             |
| F/C          | Domantas Sabonis  |     | Pacers de l'Indiana   | Sophomore          |
| C            | Joel Embiid       |     | 76ers de Philadelphie | Sophomore          |
| Entraîneur : |                   |     |                       |                    |

| 18 février 2018 EDT |                                                   | Team Monde 155, Team USA 124 | Team Monde 155, Team USA 124                       | Team Monde 155, Team USA 124 |  | Staples Center, Los Angeles, Californie Affluence : 19 060 | TNT |
| 18 février 2018 EDT | Score par mi-temps : 78-59, 77-65                 |                              |                                                    |                              |  | Staples Center, Los Angeles, Californie Affluence : 19 060 | TNT |
| 18 février 2018 EDT | Buddy Hield 29 Domantas Sabonis 11 Ben Simmons 13 | Points Rebonds Passes d.     | Jaylen Brown 35 Jaylen Brown 10 Donovan Mitchell 7 |                              |  | Staples Center, Los Angeles, Californie Affluence : 19 060 | TNT |

MVP : Bogdan Bogdanović

### Concours de dunk
| Conférence | Joueur            | Équipe                 | Premier tour | Finale     |
| ---------- | ----------------- | ---------------------- | ------------ | ---------- |
| Ouest      | Donovan Mitchell  | Jazz de l'Utah         | 98 (48+50)   | 98 (50+48) |
| Ouest      | Larry Nance, Jr.  | Cavaliers de Cleveland | 93 (44+49)   | 96 (46+50) |
| Ouest      | Dennis Smith, Jr. | Mavericks de Dallas    | 89 (39+50)   |            |
| Est        | Victor Oladipo    | Pacers de l'Indiana    | 71 (31+40)   |            |

¹ Donovan Mitchell remplace Aaron Gordon, blessé.

### Concours de tirs à trois points
| Pos.    | Joueur          | Équipe                   | taille         | Premier tour | Finale             |
| ------- | --------------- | ------------------------ | -------------- | ------------ | ------------------ |
| Arrière | Devin Booker    | Suns de Phoenix          | 1,98 m (6′ 6″) | 19 points    | 28 points (Record) |
| Arrière | Klay Thompson   | Warriors de Golden State | 2,01 m (6′ 7″) | 19 points    | 25 points          |
| Ailier  | Tobias Harris   | Clippers de Los Angeles  | 2,06 m (6′ 9″) | 18 points    | 17 points          |
| Arrière | Wayne Ellington | Heat de Miami            | 1,96 m (6′ 5″) | 17 points    | —                  |
| Arrière | Bradley Beal    | Wizards de Washington    | 1,96 m (6′ 5″) | 15 points    | —                  |
| Arrière | Eric Gordon     | Rockets de Houston       | 1,93 m (6′ 4″) | 12 points    | —                  |
| Meneur  | Kyle Lowry      | Raptors de Toronto       | 1,83 m (6′ 0″) | 11 points    | —                  |
| Ailier  | Paul George     | Thunder d'Oklahoma City  | 2,06 m (6′ 9″) | 9 points     | —                  |

### Taco Bell Skills Challenge
| Poste       | Joueur            | Équipe                  | Taille          |
| ----------- | ----------------- | ----------------------- | --------------- |
| Pivot       | Andre Drummond    | Pistons de Detroit      | 2,11 m (6′ 11″) |
| Pivot       | Joel Embiid       | 76ers de Philadelphie   | 2,13 m (7′ 0″)  |
| Pivot       | Al Horford        | Celtics de Boston       | 2,08 m (6′ 10″) |
| Ailier fort | Lauri Markkanen   | Bulls de Chicago        | 2,13 m (7′ 0″)  |
| Meneur      | Spencer Dinwiddie | Nets de Brooklyn        | 1,98 m (6′ 6″)  |
| Arrière     | Jamal Murray      | Nuggets de Denver       | 1,93 m (6′ 4″)  |
| Arrière     | Buddy Hield       | Kings de Sacramento     | 1,93 m (6′ 4″)  |
| Arrière     | Lou Williams      | Clippers de Los Angeles | 1,85 m (6′ 1″)  |

|  | Quarts de finale  | Quarts de finale  |                   |   | Demi-finales | Demi-finales |  |  | Finale | Finale |
|  | Quarts de finale  | Quarts de finale  |                   |   | Demi-finales | Demi-finales |  |  | Finale | Finale |
|  |                   |                   |                   |   |              |              |  |  |        |        |
|  |                   |                   |                   |   |              |              |  |  |        |        |
|  |                   |                   |                   |   |              |              |  |  |        |        |
|  | Al Horford        | L                 |                   |   |              |              |  |  |        |        |
|  | Al Horford        | L                 |                   |   |              |              |  |  |        |        |
|  | Joel Embiid       | W                 |                   |   |              |              |  |  |        |        |
|  | Joel Embiid       | W                 | Joel Embiid       | L |              |              |  |  |        |        |
|  |                   |                   | Joel Embiid       | L |              |              |  |  |        |        |
|  |                   | Lauri Markkanen   | W                 |   |              |              |  |  |        |        |
|  | Lauri Markkanen   | Lauri Markkanen   | W                 | W |              |              |  |  |        |        |
|  | Lauri Markkanen   |                   |                   | W |              |              |  |  |        |        |
|  | Andre Drummond    | L                 |                   |   |              |              |  |  |        |        |
|  | Andre Drummond    | L                 | Lauri Markkanen   | L |              |              |  |  |        |        |
|  |                   |                   | Lauri Markkanen   | L |              |              |  |  |        |        |
|  |                   | Spencer Dinwiddie | W                 |   |              |              |  |  |        |        |
|  | Spencer Dinwiddie | Spencer Dinwiddie | W                 | W |              |              |  |  |        |        |
|  | Spencer Dinwiddie |                   |                   | W |              |              |  |  |        |        |
|  | Buddy Hield       | L                 |                   |   |              |              |  |  |        |        |
|  | Buddy Hield       | L                 | Spencer Dinwiddie | W |              |              |  |  |        |        |
|  |                   |                   | Spencer Dinwiddie | W |              |              |  |  |        |        |
|  |                   | Jamal Murray      | L                 |   |              |              |  |  |        |        |
|  | Jamal Murray      | Jamal Murray      | L                 | W |              |              |  |  |        |        |
|  | Jamal Murray      |                   |                   | W |              |              |  |  |        |        |
|  | Lou Williams      | L                 |                   |   |              |              |  |  |        |        |
|  | Lou Williams      | L                 |                   |   |              |              |  |  |        |        |